# Елио (филм)
Елио (енгл. Elio) амерички је анимирани филм из 2025. који је произвео Pixar Animation Studios. Режију потписују Мадлин Шарафијан, Доми Ши и Адријан Молина, по сценарију Џулије Чо, Марка Хамера и Мајка Џоунса. Радња прати једанаестогодишњег дечака по имену Елио Солис, који случајно постаје међугалактички амбасадор планете Земље након што су га ванземаљци телепортовали у Комуниверзум ради успостављања контакта.
Филм је приказиван од 19. јуна 2025. у биоскопима у Србији.

## Радња
Људи су вековима призивали универзум тражећи одговре. Међугалактичка невоља уводи повученог маштовитог дечака Елија у међупланетарну организацију у којој се налазе и представници далеких галаксија.
Погрешно схваћен као неко ко предводи планету Земљу, дечак Елио је неприпремљен за такву врсту позива и сналажљиво се труди да успостави нове везе са ексцентричним ванземаљским облицима живота, да преживи низ страшних искушења и да некако открије ко заиста он треба да буде.

## Гласовне улоге
| Улога | Енглески глас | Српски глас |
| ----- | ------------- | ----------- |
| Елио  | Јонас Кибреаб |             |